# Johannes Hiob
Johannes Hiob, né le 17 mai 1907 à Türi et mort le 7 août 1942 au camp de prisonnier de Vorkuta en Russie, est un compositeur et organiste estonien.

## Biographie
Johannes Hiob termine ses études en 1933-1934 dans la classe de composition d'Artur Kapp et dans la classe d'orgue d'August Topman au Conservatoire de Tallinn. De 1933 à 1940, il est organiste, entre autres, de la Cathédrale Sainte-Marie de Tallinn et chef du chœur mixte Cantate Domino. En 1940-1941, il vit à Haapsalu en tant que professeur de musique.
Avec l'occupation de l'Estonie par l'Armée rouge, il est d'abord enrôlé dans le service militaire soviétique en juillet 1941, mais est ensuite arrêté. Le 16 mai 1942, il est condamné à dix ans de travaux forcés au goulag. Il meurt quelques mois plus tard dans le camp soviétique de Vorkouta, au nord du cercle polaire.
Outre son activité d'organiste de concert, Johannes Hiob est connu pour ses œuvres symphoniques vocales monumentales sur des thèmes bibliques comme l'oratorio Suitsev Siinai (1937), les cantates Jesaja kuulutamine (1931) et Lunastav Issand (1935) ainsi que de la cantate de Noël Jõulukantaat (1935). En 1939, il publia l'opéra Võidu hind (« Le prix de la victoire ») qui ne sera jamais joué.